# Fascia di Buck
La fascia di Buck è uno strato fibro-connettivale che ricopre il pene. È anche conosciuta come fascia profonda del pene,  anche se talvolta viene semplicemente chiamata fascia del pene; alcune fonti, infine, affermano che essa sia una "prosecuzione" della fascia perineale profonda.
La fascia di Buck è in continuità con la fascia spermatica esterna nello scroto e il legamento sospensorio del pene.
La vena dorsale profonda del pene scorre all'interno della fascia di Buck, mentre le vene dorsali superficiali del pene scorrono nella fascia superficiale (Dartos) immediatamente sotto la pelle.
È chiamata così in onore di Gurdon Buck.